# Марк Валерій Мессала (консул-суфект 32 року до н. е.)
Марк Валерій Мессала (80 до н. е. — близько 14 до н. е.) — політичний і державний діяч Римської республіки, консул-суфект 32 року до н. е.

## Життєпис
Походив з патриціанського роду Валеріїв. Син Марка Валерія, консула 53 року до н. е. Про молоді роки мало відомостей. Мессала у 53 році до н. е. став монетарієм. У 32 році до н. е. став консулом-суфектом разом з Луцієм Корнелієм Цинною. Не займався активною політикою.

## Родина
- Марк Валерій Мессала Барбат Аппіан, консул 12 року до н. е.